# Mera (Vrancea)
Mera è un comune della Romania di 4 041 abitanti, ubicato nel distretto di Vrancea, nella regione storica della Moldavia. 
Il comune è formato dall'unione di 5 villaggi: Livada, Mera, Milcovel, Roșioara, Vulcăneasa.